# Славський район (Дрогобицька область)
Славський район — колишній район Дрогобицької області, перейменований з Лавочнянського району при перенесенні районного центру з села Лавочне в селище Славське.

## Історія
Лавочнянський район було утворено 17 січня 1940 року зі ґмін Козьова, Лавочне, Славське і Тухолька Стрийського повіту. Однак вже 27 червня 1941 року радянські війська були вимушені покинути його територію і район призупинив своє функціонування.
Відновив він свою діяльність лише після того, як 1 жовтня 1944 року радянські війська повторно заволоділи цією територією.
У грудні 1956 року було об'єднано деякі сільради району, тож їх чисельність у підсумку зменшилась.
У вересні 1959 року район було ліквідовано, а його територія увійшла до складу Сколівського району.

## Славський райком КП(б)У
Одразу після встановлення радянської влади почалося формування комуністичних структур — 13 лютого 1940 року був утворений Лавочнянський райком КП(б)У і призначений першим секретарем Гордієнко А.С. (до того — заступник завідувача відділу пропаганди і агітації Дніпропетровського міськкому КП(б)У), однак у червні 1941 року він припинив своє функціонування. Його було відновлено лише у 1944 році. У жовтні 1952 року перейменований на Славський райком КПУ. Ліквідований у вересні 1959 р. після ліквідації Славського району, територія якого відійшла до Сколівського району.

## Діяльність НКВД
Оскільки в Карпатах активно діяли загони УПА, то НКВД постійно проводило антиповстанські акції. Так 31 березня 1945 року група працівників Славського райвідділу НКВС на чолі з його начальником Мірошниченком та винищувальний батальйон виїхали в села Козьова, Орявчик та інші для участі в чекістсько-військовій операції.

## Структура та діяльність ОУН та УПА
Адміністративний поділ, який застосовувався ОУН, відрізнявся від офіційно прийнятого в УРСР. Отож після того, як у Карпатах 1944 року відновлено радянську владу, ОУН було вимушене застосувати новий адміністративний поділ, зокрема Дрогобицька округа була поділена на три надрайони, серед них Стрийський, до складу якого увійшов Славський район. Втім у 1947 році Славський район увійшов у новостворений Турківський надрайон. Це було зумовлено надто великою територією, яку охоплював Стрийський надрайон, з іншого — прагненням УПА підняти Закарпаття, для цього слід було зміцнити свої бази, зокрема навколо Славська.